# Blousson-Sérian
Blousson-Sérian è un comune francese di 64 abitanti situato nel dipartimento del Gers nella regione dell'Occitania.

## Società

### Evoluzione demografica
Abitanti censiti